# Rosa saturata
Rosa saturata es una especie de planta del género Rosa, de la familia Rosaceae.

## Taxonomía
Rosa saturata fue descrita por Baker en 1914.

## Distribución
Se encuentra en el territorio centro-sur y sudeste de China.